# Hutto
Hutto város az USA Texas államában, Williamson megyében. Lakosainak száma 27 577 fő (2020. április 1.).

## Népesség
A település népességének változása:

| 2010 | 14 698 |
| 2020 | 27 577 |